# 양위잉
양위잉(양옥영, 1971년 5월 11일 ~)은 중국의 가수다.

## 음반
- 1990년 《爱我多深》
- 1991년 《为爱祝福》
- 1991년 《梦中花》
- 1992년 《风含情，水含笑》
- 1992년 《情歌伴舞》
- 1993년 《月亮船》
- 1994년 《等你一万年》
- 1995년 《因为有你》
- 1996년 《一片艳阳天》
- 2000년 《故事》
- 2002년 《妈妈留给我一首歌》
- 2003년 《我有一段情》
- 2006년 《不了情》
- 2012년 《依然情深》

## 방송
- 1991년 《时光列车》
- 2013년 《중국성역량》